# 다니엘 파디야
다니엘 파디야(영어: Daniel Padilla, 1995년 4월 26일 ~ )는 필리핀의 배우이다.
필리핀 케손 시티에서 출생하였으며 지난날 한때 필리핀 마린두케 주 보아크에서 잠시 유아기를 보낸 적이 있는 그는 1997년을 전후하여 필리핀 마닐라에서 성장하였고 2010년 연기자 첫 데뷔하였다.